# Цаплин, Андрей Павлович
Андрей Павлович Цаплин (1 декабря 1923, Ватранцы, Елатомский уезд, Рязанская губерния — 1 августа 1944, Станиславская область) — стрелок роты противотанковых ружей (ПТР) 310-го стрелкового полка 8-й стрелковой дивизии 13-й армии Центрального фронта, красноармеец. Герой Советского Союза.

## Биография
Родился в крестьянской семье. Русский. Окончил 7 классов школы в селе Кольдюки. Работал мотористом теплохода Московского пароходства.
В Красной Армии с января 1942 года. В действующей армии с февраля 1942 года, служил бронебойщиком в 8-й стрелковой дивизии.
1 июля 1942 года у села Долгое Орловской области Цаплин вместе с другими бойцами участвовал в отражении танкового прорыва гитлеровцев, не зная ещё, что сражается с целой 4-й танковой армией армейской группы Вейхса, которая именно в этих местах начала своё летнее 1942 года наступление к Дону, Сталинграду и на Кавказ. К 5 июля 1942 года советские бойцы отошли на рубеж в районе посёлка Тербуны, где, зарывшись в землю и сражаясь насмерть, выстояли и не пропустили дальше врага на этом участке фронта.
До января 1943 года Цаплин участвовал во множестве боёв «местного значения». 8-я стрелковая дивизия вела активную оборону, препятствуя переброске немецких войск с этого участка в Сталинград.
В январе 1943 года Цаплин участвовал в наступлении. Освобождал населённые пункты Курской области Набережное, Касторное и город Малоархангельск Орловской области.
В районе Малоархангельска летом 1943 года воины 8-й стрелковой дивизии встретили вспомогательный удар немецких войск в обход города Курска. В боях на Курской дуге Цаплин подбил 2 немецких танка и 12 июля 1943 года был награждён медалью «За отвагу».
В августе 1943 года Цаплин в составе своей дивизии освобождал посёлок Кромы и райцентр Сумской области Ямполь. Впереди у него было 3 больших реки: Десна, Днепр и Припять.
11 сентября 1943 года части дивизии, в числе которых был и Цаплин, форсировали Десну у села Оболонье близ города Короп Черниговской области. На плацдарм пошли в атаку немецкие тяжёлые танки. Один из них был подбит метким выстрелом Цаплина. Бойцы отразили танковый удар и устремились к Днепру.
21 сентября 1943 года Цаплин со своим стрелковым батальоном форсировал Днепр в районе села Навозы (ныне — Днепровское Черниговского района). Гитлеровская оборона на берегу была прорвана и захвачен большой плацдарм, на который переправилась не только вся 8-я дивизия, но и другие армейские соединения. 25 сентября 1943 года передовые подразделения вышли на берег Припяти и с ходу форсировали её в районе села Копачи (Чернобыльский район Киевской области). Цаплин приготовился оборонять уже третий плацдарм в течение месяца.
На позиции батальона шли «тигры». Один вражеский танк двигался на окоп Цаплина. С расстояния 20 метров Цаплин сделал два выстрела, и острые языки пламени стали лизать стальную машину. Из соседнего окопа по пехоте бил пулемёт. Цаплин увидел немецкий танк, идущий на окоп пулемётчика. Танк был схвачен в прицел ружья, и точные выстрелы по борту зажгли машину. Яростная контратака немцев была отбита. Плацдарм остался в руках советских войск.
Указом Президиума Верховного Совета СССР от 16 октября 1943 года «за образцовое выполнение боевых заданий командования на фронте борьбы с немецко-фашистским захватчиками и проявленные при этом мужество и героизм» красноармейцу Андрею Павловичу Цаплину присвоено звание Героя Советского Союза с вручением ордена Ленина и медали «Золотая Звезда» (№ 1999).
16 ноября 1943 года в бою под селом Новошепеличи Чернобыльского района Цаплин был ранен и контужен. После лечения в госпитале его послали на курсы младших лейтенантов 1-го Украинского фронта. После окончания курсов в апреле 1944 года Цаплин попал в 237-ю Пирятинскую стрелковую дивизию. Приняв командование взводом полковой роты ПТР, Цаплин с большим упорством обучал солдат, передавая им знания и опыт солдата-бронебойщика.
20 июля 1944 года 237-я стрелковая дивизия перешла в наступление в направлении на город Ужгород и Карпаты. У посёлка Рожнятов 1 августа 1944 года большие силы гитлеровцев предприняли фланговый удар по вырвавшейся вперёд дивизии. Отражая танковую контратаку, младший лейтенант Цаплин поджёг 2 немецких танка, но был смертельно ранен осколком разорвавшегося снаряда и умер в этот же день на руках товарищей. 14 августа 1944 года он был посмертно награждён орденом Отечественной войны 1-й степени, который был передан вместе с Грамотой Героя Советского Союза его матери.
Похоронен Герой в братской могиле в посёлке городского типа Рожнятов Ивано-Франковской области Украины.

## Награды
- Герой Советского Союза;
- орден Ленина;
- орден Отечественной войны 1-й степени;
- медаль «За отвагу».

## Память
- На здании средней школы в Рожнятове, носящей имя Героя, установлена мемориальная доска с его барельефом;
- В с. Кольдюки Касимовского района на здании школы, где он учился, 5 августа 1984 года установлена мемориальная доска[2].